# Военно-топографическое депо
Военно-топографическое депо (1812—1863) — учреждение военно-топографической службы при военном министре Российской империи.

## История
Образовано 27 января 1812 года из Собственного его императорского величества депо карт и Топографической службы Свиты е. и. в. по квартирмейстерской части. Отвечало за организацию, производство и научно-методическое обеспечение всех астрономических, геодезических и картографических работ, выполняемых военным ведомством на территории Российской империи (за исключением Кавказа, где с 1854 года все работы были сосредоточены в Военно-топографическом отделе штаба Отдельного Кавказского корпуса), сбор, хранение и издание картографических, военно-топографических и военно-исторических документов.
Непосредственно полевые съёмки проводились ротами Корпуса военных топографов, а составительские и издательские работы — чинами Депо. Военно-топографическое депо было упразднено 16 октября 1863 года с передачей его функций Военно-топографической части Главного управления Генерального штаба.